# Bogomice
Bogomice (niem. Biegnitz) – zniesiona wieś w Polsce, położona w województwie dolnośląskim, w powiecie głogowskim, w gminie Kotla. W związku ze szkodliwym działaniem Huty Miedzi Głogów, która znajdowała się na drugim brzegu Odry, mieszkańcy zostali wysiedleni do okolicznych miejscowości, a domy rozebrane.
W latach 1960–1972 wieś była siedzibą gromady Bogomice. W latach 1975–1998 miejscowość administracyjnie należała do województwa legnickiego.

## Nazwa
Nazwa pochodzi od polskiej nazwy Bóg. W 1295 w kronice łacińskiej Liber fundationis episcopatus Vratislaviensis (pol. „Księdze uposażeń biskupstwa wrocławskiego”) miejscowość wymieniona jest w zlatynizowanej formie Bogomyeci.

## Przystanek kolejowy
We wsi znajdował się przystanek kolejowy wraz z ładownią W miejscowości Bogomice na nieczynnej już dziś linii kolejowej nr 305, która łączy Grodziec Mały z Kolskiem. Budynek dworcowy identyczny jak inne na tej linii został zburzony wraz z likwidacją wsi. Pozostały po nim porozrzucane cegły i wyraźne doły po fundamentach pozwalające narysować kształt budynku. Droga brukowana na ładowni została rozebrana. Tor główny istnieje. Peron został częściowo rozebrany. Inne budynki, które tu stały to WC. Do chwili obecnej zachowała się tylko wolno stojąca piwnica.